# Симонетти, Лоренцо
Лоренцо Симонетти (итал. Lorenzo Simonetti; 27 мая 1789, Рим, Папская область — 9 января 1855, там же) — итальянский куриальный кардинал. Префект экономии Священной Конгрегации Пропаганды Веры с 22 декабря 1846 по 18 марта 1852. Секретарь мемориальных дат с 18 марта 1852. Кардинал in pectore с 22 июля 1844 по 24 ноября 1845. Кардинал-священник с 24 ноября 1845, с титулом церкви Сан-Лоренцо-ин-Панисперна с 19 января 1846.